# پیسله
پیسله شهری در شهرستان بورزانگا در استان بام در بورکینافاسوی شمالی است و جمعیت آن ۱۰۲۶ نفر است.